# Baltimore Bullets (1944–1954)
A Baltimore Bullets egy kosárlabdacsapat volt, Baltimoreban (Maryland). A Bullets az American Basketball League (1944–1947), a Basketball Association of America (1947–1949), és a National Basketball Association (1949–1954) ligákban játszott megszűnése előtt. 1954. november 27-én a Bullets lett az utolsó NBA-csapat, amely megszűnt. Az összes feloszlott csapat közül a Bullets volt a leghosszabb ideig a szövetség tagja és az egyetlen, amely bajnok lett.

## Történet

### ABL (1944–1947)
A Baltimore Bullets 1944-ben kezdett játszani az American Basketball Associationben (ABL). A becenevet a Phoenix Shot Towerről kapta a csapat. Az ABL-ben mind a három szezonban elérte a döntőt és 1946-ben bajnok lett. 1947-ben csoportgyőztesek lettek, de feladták a döntőt, hogy a World Professional Basketball Tournamenten játszhassanak.

### BAA/NBA (1947–1954)
A Bullets a Basketball Association of Americában (BAA) kezdett el játszani 1947-től. 1948-ban bajnokok lettek a Philadelphia Warriors ellen. 1949-ben a BAA-vel egyesült a National Basketball League (NBL) és a National Basketball Association (NBA) lett belőle. A bajnoki címet követően soha nem nyertek több mérkőzést, mint vesztettek. 1954-ben Ray Felix elnyerte Az év újonca díjat és a második afroamerikai lett, akit All Star-nak választottak. 1954. szeptember 17-én Felix-et a Knicksbe küldték és november 27-én a Bullets az utolsó NBA-csapat lett, amely megszűnt.

## Szezononként
| ABL-bajnokok | BAA/NBA-bajnok | Főcsoportgyőztes | Rájátszásba jutottak |

| Szezon  | Liga | Csoport | Helyezés   | Gy | V  | Gy% | GB | Rájátszás | Díjak                    |
| ------- | ---- | ------- | ---------- | -- | -- | --- | -- | --- | ------------------------ |
| 1944–45 | ABL  | —       | 4.         | 14 | 16 |     | 8  | Megnyerte az első fordulót (Tigers) 2–1 Elvesztette a döntőt (SPHAs) 1–2                                       |                          |
| 1945–46 | ABL  | —       | 1.         | 21 | 13 |     | —  | Megnyerte az első fordulót (Gothams) 2–0 Megnyerte a döntőt (SPHAs) 3–1                                        |                          |
| 1946–47 | ABL  | Déli    | 1.         | 31 | 3  |     | —  | Megnyerte az első fordulót (Gothams) 2–1 Feladta a döntőt (Tigers)                                             |                          |
| 1947–48 | BAA  | Nyugati | 2.         | 28 | 20 |     | 1  | Megnyerte az első fordulót (Knicks) 2–1 Megnyerte a BAA-elődöntő (Stags) 2–0 Megnyerte a döntőt (Warriors) 4–2 |                          |
| 1948–49 | BAA  | Keleti  | 3.         | 29 | 31 |     | 9  | Elvesztette a csoport-elődöntőt (Knicks) 1–2                                                                   |                          |
| 1949–50 | NBA  | Keleti  | 5.         | 25 | 43 |     | 26 | |                          |
| 1950–51 | NBA  | Keleti  | 5.         | 24 | 42 |     | 16 | |                          |
| 1951–52 | NBA  | Keleti  | 5.         | 20 | 46 |     | 20 | |                          |
| 1952–53 | NBA  | Keleti  | 4.         | 16 | 54 |     | 31 | Elvesztette a csoport-elődöntőt (Knicks) 0–2                                                                   |                          |
| 1953–54 | NBA  | Keleti  | 5.         | 16 | 56 |     | 28 | | Ray Felix (Az év újonca) |
| 1954–55 | NBA  | Keleti  | Feloszlott | 3  | 11 |     |    | |                          |

## Fontos személyek

### Players
| - John Abramovic - Don Barksdale - Walt Budko - Bill Calhoun - Ray Ellefson - Ray Felix - Barney Goldberg - Paul Gordon - Billy Hassett - Paul Hoffman |  | - Bob Houbregs - Buddy Jeannette - Herman Klotz - Jim Luisi - Ray Lumpp - John Mandic - Eddie Miller - Ken Murray - Bob Peterson |  | - Don Rehfeldt - Chick Reiser - Red Rocha - Kenny Sailors - Fred Scolari - Paul Seymour - Dick Triptow - Hal Uplinger - Mark Workman |  |

### Coaches
- Ben Kramer
- Red Rosan[7]
- Buddy Jeannette
- Walt Budko
- Fred Scolari
- Chick Reiser
- Clair Bee
- Albert Barthelme

### Hall of Fame
| Baltimore Bullets Hall of Fame-tagok | Baltimore Bullets Hall of Fame-tagok            | Baltimore Bullets Hall of Fame-tagok | Baltimore Bullets Hall of Fame-tagok | Baltimore Bullets Hall of Fame-tagok |
| Játékosok                            | Játékosok                                       | Játékosok                            | Játékosok                            | Játékosok                            |
| Szám                                 | Név                                             | Pozíció                              | Időszak                              | Beiktatva                            |
| ------------------------------------ | ----------------------------------------------- | ------------------------------------ | ------------------------------------ | ------------------------------------ |
| 26 6 14                              | Buddy Jeannette (edző is volt 1947–1951 között) | G                                    | 1947–1950                            | 1994                                 |
| Edzők                                |                                                 |                                      |                                      |                                      |
| Név                                  | Név                                             | Pozíció                              | Időszak                              | Beiktatva                            |
| Clair Bee                            | Clair Bee                                       | Vezetőedző                           | 1952–1954                            | 1968                                 |

## Draft
| Év   | Liga | Játékos             | Egyetem                            |
| ---- | ---- | ------------------- | ---------------------------------- |
| 1954 | NBA  | Frank Selvy         | Furman Egyetem                     |
| 1954 | NBA  | Slick Leonard       | Indiana Egyetem                    |
| 1954 | NBA  | Werner Killen       | Lawrence Technological Egyetem     |
| 1954 | NBA  | Burt Spice          | Toledói Egyetem                    |
| 1954 | NBA  | Lou Scott           | Indiana Egyetem                    |
| 1954 | NBA  | Bob Heim            | Xavier Egyetem                     |
| 1954 | NBA  | Joe Pehanick        | Seattle Egyetem                    |
| 1954 | NBA  | Harry Brooks        | Seton Hall Egyetem                 |
| 1954 | NBA  | Ron Goerrs          | Concord Egyetem                    |
| 1954 | NBA  | Gary Shivers        | Houstoni Egyetem                   |
| 1954 | NBA  | Elliot Karver       | George Washington Egyetem          |
| 1953 | NBA  | Ray Felix           | Long Island Egyetem                |
| 1953 | NBA  | Jack Carby          | Kansas State Egyetem               |
| 1953 | NBA  | Bob Emmercik        | Clarion University of Pennsylvania |
| 1953 | NBA  | Russ Johnson        |                                    |
| 1953 | NBA  | Bob Kraback         |                                    |
| 1953 | NBA  | Dennis Murphy       | Georgetowni Egyetem                |
| 1953 | NBA  | Paul Nolen          | Texas Tech Egyetem                 |
| 1953 | NBA  | Bob Peterson        | Oregoni Egyetem                    |
| 1953 | NBA  | Joe Piorkowski      |                                    |
| 1953 | NBA  | Connie Rea          | Centenary College of Louisiana     |
| 1953 | NBA  | Bill Schyman        | DePaul Egyetem                     |
| 1953 | NBA  | Herman Sledzik      | Pennsylvania State Egyetem         |
| 1953 | NBA  | Bob Speight         | North Carolina State Egyetem       |
| 1953 | NBA  | Don Stemmerich      |                                    |
| 1953 | NBA  | Elmer Tolson        | Eastern Kentucky Egyetem           |
| 1953 | NBA  | Edward Walsh        |                                    |
| 1952 | NBA  | Jim Baechtold       | Eastern Kentucky Egyetem           |
| 1952 | NBA  | Blaine Denning      | Lawrence Technological Egyetem     |
| 1952 | NBA  | Chuck Grigsby       | Daytoni Egyetem                    |
| 1952 | NBA  | Frank Guisness      | Washingtoni Egyetem                |
| 1952 | NBA  | Bill Lea            | Missouri State Egyetem             |
| 1952 | NBA  | Mike Magula         | Youngstown State Egyetem           |
| 1952 | NBA  | Bud Penwell         | Oklahoma City Egyetem              |
| 1952 | NBA  | Bob Peterson        | Oregoni Egyetem                    |
| 1952 | NBA  | Art Press           | McDaniel College                   |
| 1952 | NBA  | Bob Priddy          | New Mexico State Egyetem           |
| 1952 | NBA  | Benny Purcell       | Murray State Egyetem               |
| 1952 | NBA  | Jim Walsh           | Stanford Egyetem                   |
| 1951 | NBA  | Gene Melchiorre     | Bradley Egyetem                    |
| 1951 | NBA  | Jack Stone          | Kansas State Egyetem               |
| 1951 | NBA  | Bill Mann           | Bradley Egyetem                    |
| 1951 | NBA  | Bill Hagler         | Kaliforniai Egyetem                |
| 1951 | NBA  | Leroy Ishman        | American Egyetem                   |
| 1951 | NBA  | Glen Duggins        | Utahi Egyetem                      |
| 1951 | NBA  | Tom Riach           | Southern California Egyetem        |
| 1951 | NBA  | Bill Harper         | Oregon State Egyetem               |
| 1951 | NBA  | Bob Crowe           | San Jose State Egyetem             |
| 1951 | NBA  | Dan Torrey          | Oregon State Egyetem               |
| 1951 | NBA  | Clem Pavilonis      | DePaul Egyetem                     |
| 1951 | NBA  | John Burke          | Springfield College                |
| 1950 | NBA  | Don Rehfeldt        | Wisconsini Egyetem                 |
| 1950 | NBA  | John Pilch          | Wyomingi Egyetem                   |
| 1950 | NBA  | Dick Dickey         | North Carolina State Egyetem       |
| 1950 | NBA  | Jerry Reed          | Wyomingi Egyetem                   |
| 1950 | NBA  | Norm Mager          | City College of New York           |
| 1950 | NBA  | Rick Harman         | Kansas State Egyetem               |
| 1950 | NBA  | Frank Comerford     | La Salle Egyetem                   |
| 1950 | NBA  | George Bush         | Toldeói Egyetem                    |
| 1950 | NBA  | Jack Laub           | Cincinnati Egyetem                 |
| 1950 | NBA  | Mike Zedalis        | Loyola College in Maryland         |
| 1949 | BAA  | Ron Livingstone     | Wyomingi Egyetem                   |
| 1949 | BAA  | Paul Gordon         | Notre Dame                         |
| 1949 | BAA  | Bill Evans          | Drake Egyetem                      |
| 1949 | BAA  | Tom Gallagher       | St. Francis College                |
| 1949 | BAA  | Jim McMullen        | Xavier Egyetem                     |
| 1949 | BAA  | Eppa Rixey          | Kenyon College                     |
| 1949 | BAA  | Roger Wiley         | Egyetem of Oregon                  |
| 1949 | BAA  | Bill Zipple         | Lafayette College                  |
| 1948 | BAA  | Walt Budko          | Columbia Egyetem                   |
| 1948 | BAA  | Jim Black           | Occidental College                 |
| 1948 | BAA  | Darrell Brown       | Humboldt State Egyetem             |
| 1948 | BAA  | Robert Carroll      | West Virginia Egyetem              |
| 1948 | BAA  | Jake Carter         | East Texas State Egyetem           |
| 1948 | BAA  | Marvin English      | Newberry College                   |
| 1948 | BAA  | Gene Fellmoth       | Wittenberg Egyetem                 |
| 1948 | BAA  | J.W. Fullerton      | Arkansas State Egyetem             |
| 1948 | BAA  | Marshall Gemberling | Lebanon Valley College             |
| 1948 | BAA  | Vince Hansen        | Washington State Egyetem           |
| 1948 | BAA  | Joe Holland         | Kentucky Egyetem                   |
| 1948 | BAA  | Wayne Jones         | American International College     |
| 1948 | BAA  | Dan Kraus           | Georgetown Egyetem                 |
| 1948 | BAA  | Herb Krautblatt     | Rider Egyetem                      |
| 1948 | BAA  | Paul Marcincin      | Moravian College                   |
| 1947 | BAA  | Larry Killick       | Vermonti Egyetem                   |
| 1947 | BAA  | Robert Bolyard      | Toldeói Egyetem                    |
| 1947 | BAA  | Elmer Gainer        | DePaul Egyetem                     |
| 1947 | BAA  | Harry Gallatin      | Truman State Egyetem               |
| 1947 | BAA  | Scotty Hamilton     | West Virginia Egyetem              |
| 1947 | BAA  | Hugh Hampton        | High Point Egyetem                 |
| 1947 | BAA  | Bob Jake            | Vermonti Egyetem                   |
| 1947 | BAA  | Charles Raynor      | Houstoni Egyetem                   |
| 1947 | BAA  | Chick Reiser        | New York Egyetem                   |
| 1947 | BAA  | John Rusinko        | Pennsylvania State Egyetem         |